# Empire Romanov
Empire Romanov
(ru) Романовская Империя 
L’empire Romanov (russe : Романовская Империя,), anciennement l'État monarchique souverain du Trône impérial (russe : Суверенное монархическое государство Императорского Трона) ou encore l'empire de Suwarrow (russe : Суворовская империя), est un État non reconnu par la communauté internationale qui revendique l'héritage des terres ayant appartenu à l'Empire russe ou découvertes par des Russes, abandonnées après la chute de l'empire et la révolution russe. Les revendications comprenaient l'atoll Suwarrow dans l'océan Pacifique, l'Antarctique et 15 autres endroits.
L'Empire, créé en 2011, est devenu en 2014 l’« État monarchique souverain du Trône Impérial » puis « Empire Romanov », dans la foulée, est dirigé par le prince Charles Emich de Leiningen comme empereur sous le nom de Nicolas III. L'entrepreneur et homme politique russe Anton Bakov, président du Parti monarchiste de Russie, est le chef de gouvernement et le chancelier de l'Empire depuis sa création.
En 2017, Bakov annonce vouloir acheter trois îles aux Kiribati, avant de tout abandonner pour se focaliser sur la création d'une nation offshore, sur une île artificielle au large de la Gambie,. Le 1er décembre 2017, le mémorandum d'amitié et de coopération entre la Gambie et l'Empire a été, selon Bakov, signé à Banjul par le secrétaire général de la Gambie, Dawda Fadera, et le ministre des Affaires étrangères de l'Empire, Modou Lamin Saidykhan. Le 6 décembre, Bakov a déclaré que l'Empire Romanov était en pourparlers avec cinq autres pays.

## Histoire

### Création
L’Empire est proclamé le 20 juillet 2011. Les premières annonces, dont la revendication de l'atoll Suwarrow, sont faites à l'époque. L'État créé est une monarchie constitutionnelle fédérale qui se veut le successeur de l'Empire russe historique fondée par Pierre le Grand. À l'époque, Anton Bakov se proclame lui-même Premier ministre, tandis que le trône reste encore vacant.
L'Empire a immédiatement commencé à émettre ses propres passeports, et en 2014, affirme qu'il en avait délivré environ 4 000.
En 2012, Bakov crée et enregistre un nouveau parti politique en Russie, dénommé « Parti monarchiste », qui à l'automne 2013 prend part à l'élection municipale d'Iekaterinbourg avec sa fille, Anastasia Bakov, comme candidate. L'objectif du parti est de rétablir la monarchie. En juin 2013, le parti annonce avoir choisi son candidat pour le trône en proclamant comme empereur Charles Emich de Leiningen, héritier direct par la branche aînée de la maison Romanov. Il est annoncé qu'étant converti du luthéranisme à la religion orthodoxe avec sa femme, il peut, selon les lois fondamentales de l'Empire russe d'avant la révolution, devenir un successeur, en acceptant le nom orthodoxe de « Nikolaï Kirillovich » et son épouse de « Ekaterina Fedorovna ».
Dans l'intervalle, en juillet 2013, Bakov accorde la citoyenneté de l’Empire à Edward Snowden, dont le passeport a été annulé par les États-Unis et qui a été relégué à l'aéroport de Moscou-Cheremetievo avec les demandeurs d'asile. Bakov lui envoie un passeport de l'Empire, et déclare plus tard que Snowden avait accepté la citoyenneté.

### Proclamation de 2014

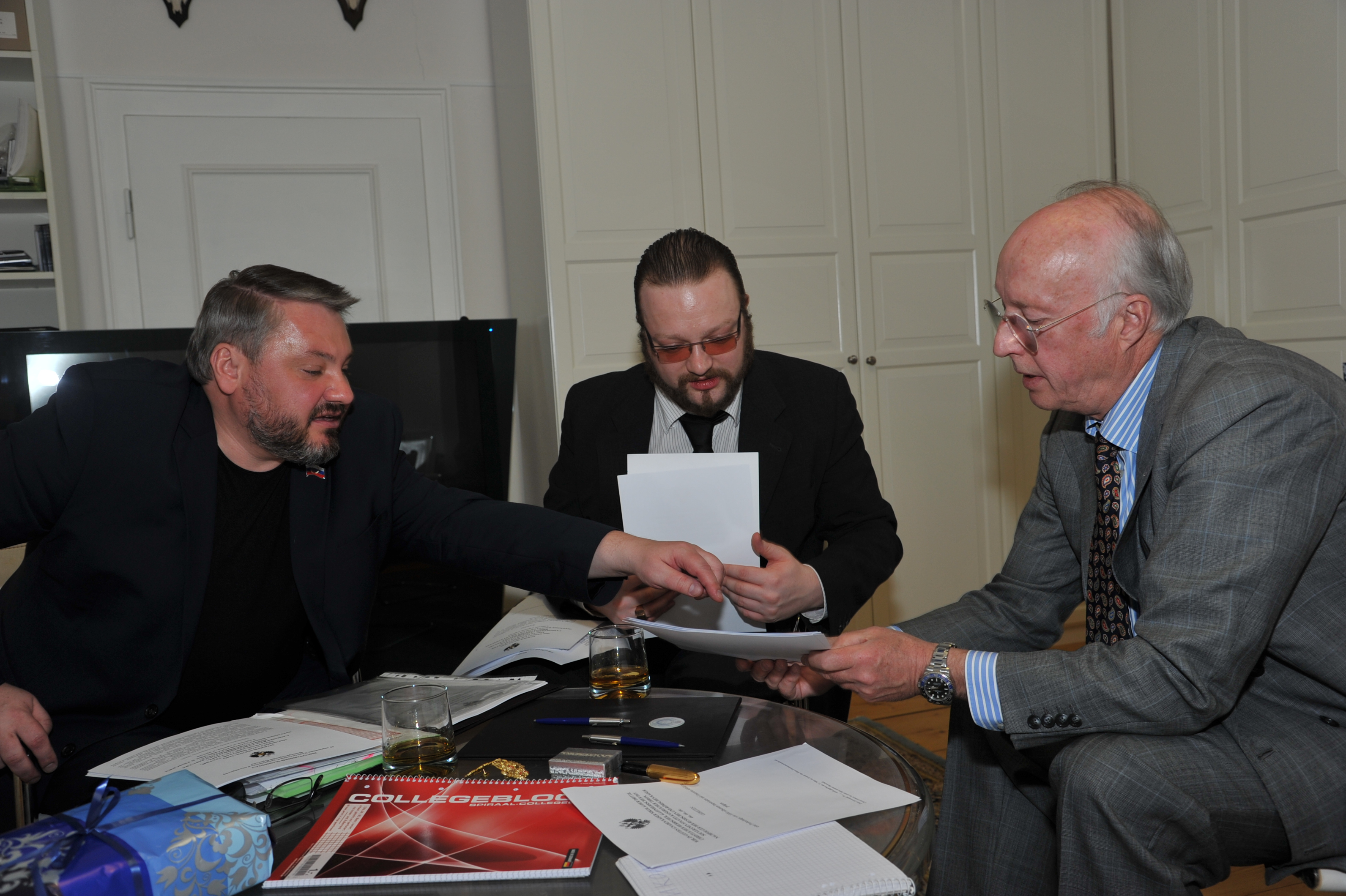
Anton Bakov et Charles Emich de Leiningen.

Au début de 2014, Bakov annonce qu'il considère le Trône de Russie du point de droit international comme un État souverain indépendamment de tous autres attributs, se référant à des analogues avec le Saint-Siège. Il indique que Charles Emich de Leiningen, après avoir accepté le christianisme orthodoxe, est en droit de revendiquer le titre de souverain de l'Empire en vertu des lois fondamentales pré-révolutionnaires de l'Empire russe. Le 31 mars 2014, par un manifeste, l'Empire est proclamé État souverain sous le nom de « Trône impérial » dont Charles Emich devient le chef avec le titre d'empereur sous le nom officiel de Nicolas III, en tant que successeur du dernier tsar Nicolas II.
Bakov change alors son titre de « Premier ministre de l'Empire » pour celui d'« archichancelier du Trône ». Il déclare que Charles Emich a été un entrepreneur pendant une longue période, mais qu'il renonce à toutes ses activités. La proclamation contient un manifeste de l'octroi de la Constitution à l'État, signé par Nicolas III, proclamant la formation d'un État impérial souverain visant à rassembler toutes les personnes dans le monde en faveur du « monarchisme chrétien ». À la lecture de ces documents, l'Empire est considéré comme l'héritier du premier Trône impérial romain de Constantin le Grand, auquel a succédé l'empire byzantin, puis l'empire russe des Romanov.

### Ascendance de Nicolas III
- Alexandre II de Russie (1818-1881), empereur de Russie de 1855 à 1881
  - Vladimir Alexandrovitch de Russie (1847-1909)
    - Cyrille Vladimirovitch de Russie (1876-1938), prétendant au trône de 1924 à 1938 sous le nom « Cyrille »
      - Maria Kirillovna de Russie (1907-1951), épouse en 1925 le prince Frédéric Charles de Leiningen (1898-1946)
        - Emich Kirill de Leiningen (1926-1991)
          - Charles Emich de Leiningen (né en 1952)

## Politique et gouvernement

### Constitution
Selon sa constitution, le trône impérial est un État souverain sous forme de monarchie constitutionnelle. L'Empire Romanov est le seul État au monde dans lequel le principe de tri est utilisé pour former la Chambre haute du Parlement de la Douma d'État.

### Rôle de l'empereur
Le rôle actuel de l'empereur est défini par la Constitution : ce dernier est le symbole de l'unité de l'État. Il n'est pas compétent en matière de gouvernement mais il a le pouvoir d'accréditer le chef du gouvernement. La constitution lui donne également le pouvoir d'agir en chef de l'État avec l'approbation du gouvernement. Il tient un rôle essentiellement honorifique et représentatif. L'empereur en titre actuel est Nicolas III, descendant direct des Romanov. Enfin, la constitution précise que le titre impérial se transmet de façon héréditaire, sous le modèle de l'ancien Empire russe.

### Conseil des ministres
Le site Web de la nation proclame un conseil des ministres, composé des éléments suivants :
1. Anton Bakov - Président du gouvernement
2. Stanislav Belkovsky - Vice-président
3. Tatiana Ignatova - Ministre des finances
4. Mikhail Strass - Ministre du pain et de la terre
5. Mikhail Verskajn - Ministre du Palais impérial
6. Kirill Zhesterov - Ministre de la justice
7. Modou Lamin Saidykhan - Ministre des Affaires étrangères
8. Ilya Bakov - Ministre de l'investissement

## Symboles

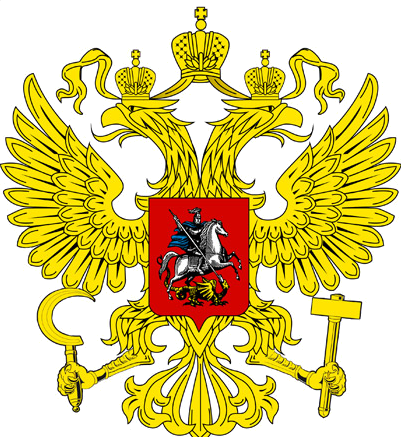
Armoiries initiales.

Les armoiries initiales de l’« Empire Romanov » se composent d'un aigle à deux têtes, tenant faucille et marteau dans ses pattes. Le drapeau de l'Empire est l'enseigne de l'ancienne marine russe d'avant la révolution bolchevique. Le premier navire qui a navigué sous le drapeau de l’« Empire russe » était le navire « Southern Cross » utilisé par Bakov en expédition dans le Pacifique.

Chrisme

Avec la transformation de l'Empire russe en Trône impérial puis en empire Romanov, le blason a été changé pour l'aigle à deux têtes avec le symbole du Chrisme dans la rosace. Bakov souligne que ce symbole du Chrisme est celui du monarchisme chrétien depuis l'Empire romain de Constantin le Grand qui a vu ce symbole dans les cieux avant la bataille du pont Milvius en 312.

## Géographie
Au départ du projet, 17 terres et îles découvertes par les marins russes que l'Empire russe possédait ou prétendait posséder, ont été réclamées :
L' atoll de Suwarrow découvert par Mikhaïl Lazarev ; une partie de l'Antarctique découvert par Lazarev et Bellingshausen ; l'atoll Bellinghausen découvert par Kotzebue ; l'atoll de Escholtz découvert par Kotzebue ; l'île Vostok découverte par Bellingshausen ; l'atoll de Toke découvert par Kotzebue ; l'atoll de Tuanake découvert par Bellingshausen ; l'atoll de Hiti découvert par Bellingshausen ; l'atoll d'Erikub découverte par Kotzebue ; l'île du Nord Borodino découverte par Zakhar Panafidine (ru) ; l'île du Sud Borodino découverte par Panafidine ; l'île Visokoi découverte par Bellingshausen ; l'Île Zavadovski découverte par Bellingshausen ; l'île Leskov découvert par Bellingshausen ; l'Île Lisianski découverte par Krusenstern ; l'île Panafidine découverte par Panafidine ; l'île Pierre Ier découverte par Bellingshausen.
En 2014, Bakov a annoncé qu'il a acheté une parcelle de terrain au Monténégro pour former un emplacement pour le nouvel état (96 acres, « deux fois plus gros que le Vatican ») et est en négociation avec les autorités du Monténégro sur la reconnaissance de l'État. Il a également informé que le président de la Russie Vladimir Poutine a refusé d'accorder l'installation du Trône impérial à Ekaterinbourg (la résidence de Bakov et le lieu de l'assassinat de la famille Romanov en 1918) en réponse à une demande de Nicolas III passé à Poutine par Bakov.
En 2017, Bakov s’intéresse à trois îles des Kiribati, pour y établir le nouvel Empire Romanov. Le 24 février 2017, le gouvernement des Kiribati rejette l'offre d'achat de Bakov.
Le 1er décembre 2017, l'Empire annonce un accord avec la Gambie pour la création d'un archipel artificiel au large sa côte. Cela devient, d'après le site officiel de l'État, leur futur et unique revendication. Un Memorandum of Friendship and Cooperation between The Republic of The Gambia and the Romanov Empire aurait été signé, d'après Bakov, à Banjul par le Secrétaire général de Gambie, Dawda Fadera, et le Ministre des Affaires étrangères de l'Empire Romanov, Modou Lamin Saidykhan. Néanmoins, le 12 décembre, la Gambie dément avoir signé un tel document.